# قافزات الذيل الكروية
قافزات الذيل الكروية (الاسم العلمي: Symphypleona)، رتبة حشرات من قافزات الذيل وهي إحدى المجموعات الثلاث الرئيسية في قافزات الذيل.